# تيي
تيي (حوالي 1398 قبل الميلاد – 1338 قبل الميلاد، تُكتب أيضًا تاي، تايا، تي) كانت الزوجة الملكية العظيمة للفرعون المصري أمنحتب الثالث، وهي والدة الفرعون أخناتون وجدة الفرعون توت عنخ آمون. وفي عام 2010، أكد تحليل الحمض النووي أنها المومياء المعروفة باسم "السيدة الكبرى" التي عثر عليها في (مقبرة امنحت الثاني عام 1898.

## عائلتها
كان والد تيي، يويا، مالكاً غنيا للأراضي من أصل غير ملكي من بلدة أخميم في صعيد مصر، حيث عمل كاهنا ومشرفاً على الثيران المقدسة وقائداً للعجلات الحربية. أما والدتها، تويا، فقد كانت تشغل عدة مناصب دينية وحملت ألقاباً مختلفة كمغنية الإلهة حتحور، ورئيسة فناني آمون ومين، مما يشير إلى أنها كانت عضوا في العائلة المالكة أو من أصل ملكي.
وقد اقترح علماء المصريات أن والد تيا، يويا، كان من أصل أجنبي بسبب ملامح موميائه ووجود العديد من الطرق المختلفة لكتابة اسمه، مما قد يعني أنه كان في الأصل اسماً غير مصري. ويشير البعض إلى أن آراء الملكة السياسية غير التقليدية القوية ربما كانت لا تعود فقط إلى شخصيتها القوية، ولكن إلى انحدارها من أصل أجنبي كذلك ذي تقاليد وعادات غير مرتبطة بتقاليد المملكة المصرية.
وكان لتيي أيضا شقيق، عانن، وقد كان نبياً / كاهناً ثانياً للإله آمون. ويعتقد كذلك أن الملك آي، خليفة توت عنخ آمون على سدة الحكم بعد وفاة الأخير، هو أخ آخر لتيي؛ على الرغم من عدم وجود نقش تاريخي واضح أو أثر يؤكد وجود صلة بين الاثنين، فإن علماء المصريات يفترضون ذلك من أصول أي، المنحدرة أيضا من أخميم، لأنه من المعروف أنه قد بنى معبداً صغيراً مخصصا للإله المحلي مين هناك، ولأنه ورث معظم الألقاب التي حملها يويا والد تيي، والتي حملها في بلاط الملك أمنحتب الثالث خلال حياته.
وقد تزوجت الملكة تيي من أمنحتب الثالث في السنة الثانية من حكمه. وكان هذا الملك قد ولد من زوجة ثانوية (موت إم ويا) لوالده (تحتمس الرابع) واحتاج إلى رابطة أقوى مع النسب الملكي. ويبدو أنه قد توج بينما كان لا يزال طفلاً، ربما بين سن ستة إلى اثني عشر عاماً. وقد توج هذا الزواج بسبعة على الأقل، وربما أكثر من الأبناء:
1) سات آمون : الابنة الكبرى، التي ترقت إلى منصب الزوجة الملكية العظمى حوالي في العام 30 من عهد والدها.
2) إست: رفعت أيضا إلى مرتبة زوجة الملك العظمى.
3) حنوت تا نب : ليس من المعروف أن كان قد تم رفعها لمرتبة الملكة كذلك، على الرغم من أن اسمها قد ظهر بداخل خرطوش - وهو المميز لأسماء الملوك والملكات - لمرة واحدة على الأقل.
4) نبت آح : في بعض الأحيان يعتقد أنه تم تغيير اسمها إلى باكت آتون خلال عهد شقيقها (أخناتون).
5) ولي العهد تحتمس : ولي العهد والكاهن الأكبر للإله بتاح، مات قبل والده.
6) أمنحتب الرابع / أخناتون : خلف والده على العرش، وتزوج من الملكة نفرتيتي، وهما والدا عنخس إن آمون، التي تزوجت من الملك توت عنخ آمون.
7) سمنخ كا رع : الذي يعتبر تقليديا واحدا من الخلفاء المباشرين لأخناتون، لكن اليوم بعض علماء المصريات مثل أيدان دودسون يعتقد أنه كان سلفا مباشرة لنفر نفرو آتون وحاكم صغير ثانوي مشارك لأخناتون في الحكم ولم يكن لديه حكم مستقل. وفي بعض الأحيان يتم توحيده مع المومياء المعثور عليها في مقبرة وادي الملوك KV55، وبالتالي يقال في هذه الحالة إنه والد توت عنخ آمون.
8) السيدة الصغيرة من مقبرة الملك أمنحتب الثاني: ابنة أمنحتب الثالث وتيي، وأم الملك توت عنخ آمون وشقيقة وزوجة صاحب المومياء المعثور عليها في مقبرة وادي الملوك KV55. ويفترض أنها واحدة من البنات المعروفات بالفعل للملك أمنحتب الثالث والملكة تيي.
9) باكت آتون : في بعض الأحيان يعتقد أنها ابنة الملكة تيي، وعادة ما يقوم هذا الاعتقاد على لوحة صورت عليها باكت آتون جالسة بجانب الملكة تيي في عشاء مع أخناتون ونفرتيتي.

## آثارها

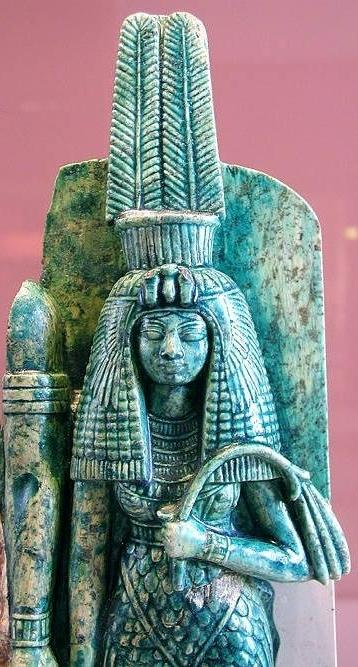
تمثال يمثل الملكة تيي وبجوارها ذراع يحتمل أنه لزوجها الملك أمنحتب الثالث - متحف اللوفر

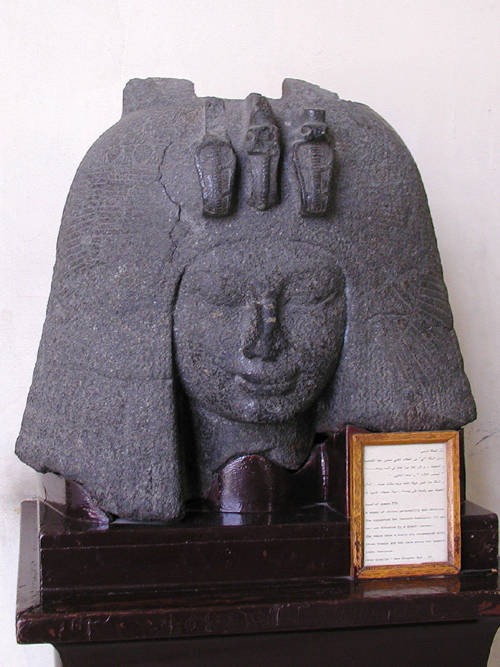
تمثال من الجرانيت لرأس الملكة تيي - المتحف المصري بالقاهرة

خصص زوجها عدداً من الأضرحة لأجلها، وشيد معبداً مخصصاً لها في سيدينجا في النوبة حيث كانت تعبد كشكل من أشكال الإلهة حتحور-تفنوت. كما بنى لها بحيرة اصطناعية في السنة 12 من حكمه. وكما لاحظ عالما المصريات الأمريكيان ديفيد أوكونور وإريك كلاين:
"الشيء الذي لم يسبق له مثيل بخصوص تيي. ... ليس من أين جاءت ولكن ماذا أصبحت. فلم تكن هناك ملكة سابقة على ما يبدو في مكان بارز في حياة زوجها كما كانت الملكة تيي. فقد ظهرت تيي بشكل منتظم إلى جانب أمنحتب الثالث في التماثيل والمقبرة والمعبد والجداريات، بينما يقترن اسمها على لوحات عديدة معه مع نقوش على العديد من الأشياء الصغيرة، مثل السفن والمجوهرات، ناهيك عن الجعارين التذكارية الكبيرة، حيث يتبع اسمها لاسمه على طول الخط الزمني لفترة حكمه. والعناصر الجديدة في تصويرها الشخصي، مثل إضافة قرون البقرة وقرص الشمس-وهما من سمات الآلهة حتحور- على رأسها، وتمثيلها في شكل أبو الهول- في صورة كانت في السابق مخصصة فقط للملك وليس الملكة-اتؤكد على دورها كزوجة إلهية ودنيوية في ذات الوقت للملك. بني أمنحتب الثالث معبداً لها في سيدينجا في شمال السودان حيث كانت تعبد كشكل من أشكال الإلهة حتحور... المعبد في سيدينجا هو حلية لمعبد أمنحتب الثالث الأكبر منه في صولب، خمسة عشر كيلومترا إلى الجنوب منه (وهو تقليد اتبعه بعد قرن من الزمن الملك رمسيس الثاني في أبو سمبل، حيث يوجد أيضا معبدان، المعبد الجنوبي الأكبر المخصص للملك، والمعبد الشمالي الأصغر المخصص للملكة، نفرتاري، أيضاً في صورة الإلهة حتحور).

## تأثيرها في البلاط الملكي

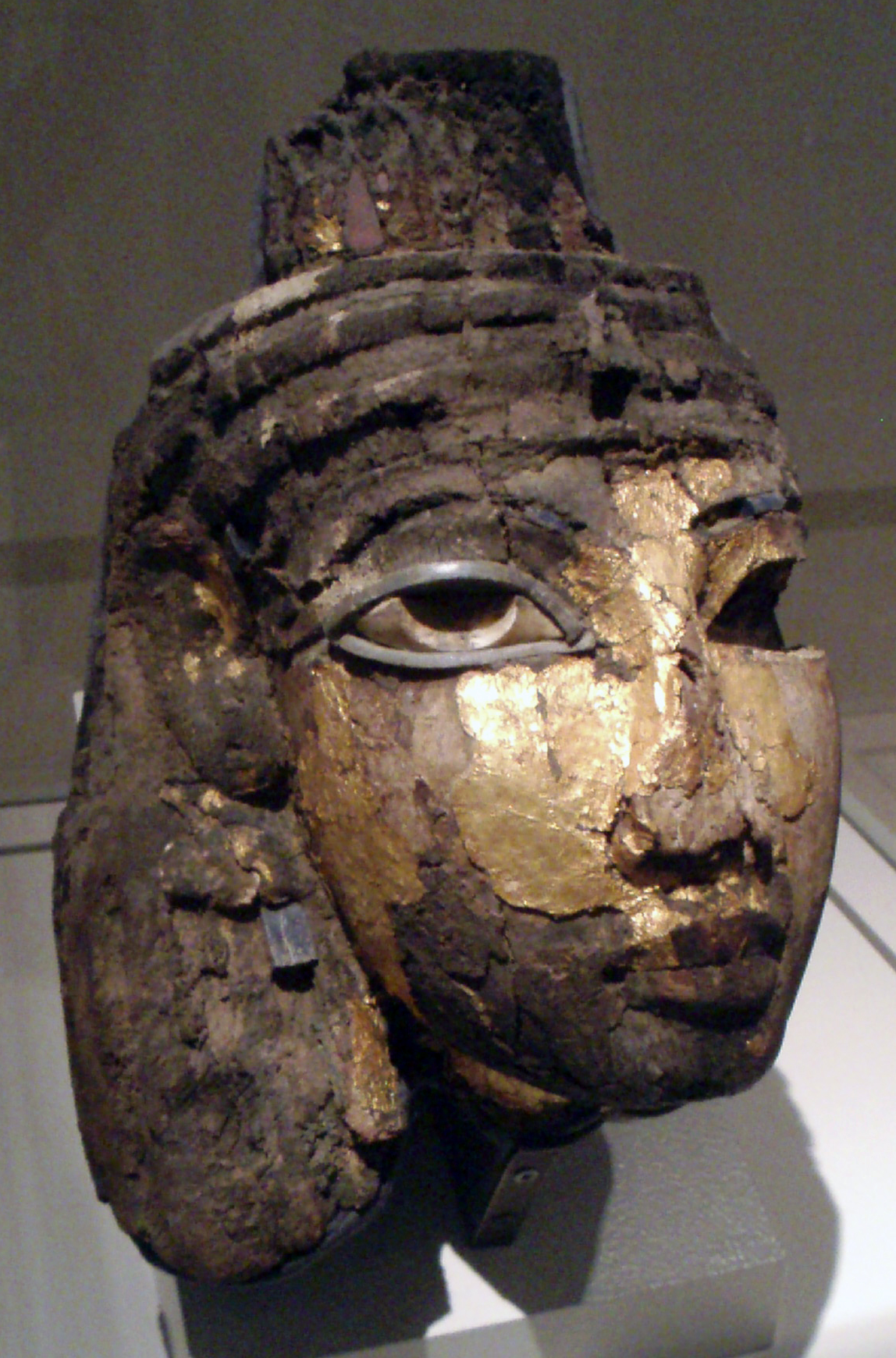
قناع الملكة تيي الجنائزي - متحف برلين

كانت تيي تمارس قدراً كبيراً من السلطة خلال عهد زوجها وابنهما خلفه. فقد كان أمنحتب الثالث رياضياً ماهراً، وعاشقاً للخروج للهواء الطلق، ورجل دولة عظيم. وكثيرا ما كان عليه أن ينظر في طلبات زواج من بناته مقدمة من الملوك الأجانب مثل توشراتا الميتاني وكاداشمان إنليل الأول البابلي. وقد كانت الأميرات الملكيات في مصر الطريق للوصول للعرش لذراياتهن. وأصبحت تيي مستشارة زوجها الموثوق بها والمثقفة. كونها حكيمة وذكية وقوية وشرسة، وكانت قادرة على كسب احترام الشخصيات الأجنبية. وكان القادة الأجانب على استعداد للتعامل معها مباشرة. وواصلت القيام بدور نشط في العلاقات الخارجية وكانت أول ملكة مصرية تسجل اسمها في أعمال رسمية.
واستمرت تيي في تقديم المشورة لابنها، أخناتون، عندما تولي العرش. وتشير مراسلات ابنها مع توشراتا، ملك ميتاني، للتأثير السياسي الذي مارسته هذه الملكة في البلاط الملكي. ففي رسالة العمارنة رقم 26، توشراتا، ملك ميتاني، يتواصل مباشرة مع الملكة تيي لتذكيرها بالعلاقات الجيدة التي تمتع بها مع زوجها المتوفى ومعبراً عن رغبته في استمرار أجواء الود مع ابنها، أخناتون.
وقد توفي الملك أمنحتب الثالث في السنة 38 أو السنة 39 من حكمه ودفن في وادي الملوك في المقبرة WV22. ومن المعروف أن تيي قد عاشت بعده لمدة تصل إلى اثني عشر عاما، تواصل فيهم ذكر تيي في رسائل العمارنة وفي النقوش كملكة وحبيبة للملك. فرسالة العمارنة رقم 26، والموجهة إلى تيي، تعود إلى عهد أخناتون. ومن المعروف أنها كانت تملك منزلاً في أخت آتون (تل العمارنة)، عاصمة أخناتون الجديدة، وتظهر على جدران قبر هويا - «كبير الخدم في منزل والدة الملك، زوجة الملك العظمى تي» - مصورة على طاولة العشاء مع أخناتون، ونفرتيتي، وأسرتهم ومن ثم يرافقها الملك إلى مظلة خاصة بها. وفي نقش يرجع تاريخه تقريبا إلى 21 نوفمبر من العام 12 من عهد أخيناتن (1338 ق.م)، تذكر الملكة مع حفيدتها معكت آتون للمرة الأخيرة، ويعتقد أنهما توفيتا بعد ذلك بوقت قصير. وتؤكد هذه المعلومات حقيقة أن الضريح الذي أنشأه أخناتون لها والذي تم العثور عليه لاحقا منقولاً من تل العمارنة لمقبرة وادي الملوك رقم KV55 في طيبة تحمل شكلاً لاحق من اسم الإله آتون الذي كان يستخدم فقط بعد السنة 9 من عهد أخناتون.
وإذا توفيت الملكة تيي بعد عام 12 من عهد أخناتون (1338 ق.م)، فإن هذا سيضع ولادتها حوالي العام 1398 ق.م، وزواجها من أمنحتب الثالث في سن الحادية عشرة أو الثانية عشرة، وترملها في سن الثامنة والأربعين إلى التاسعة وأربعين. ولا تزال اقتراحات حكم مشترك بين أمنحتب الثالث وابنه أخناتون تستمر لمدة تصل إلى اثني عشر عاما تلقى رواجاً بين علماء المصريات، ولكن معظم العلماء اليوم إما يقبلون فترة قصيرة للحكم المشترك لا تستمر لأكثر من سنة على الأكثر، أو لا وجود للحكم المشترك على الإطلاق.

## مدفنها ومومياؤها

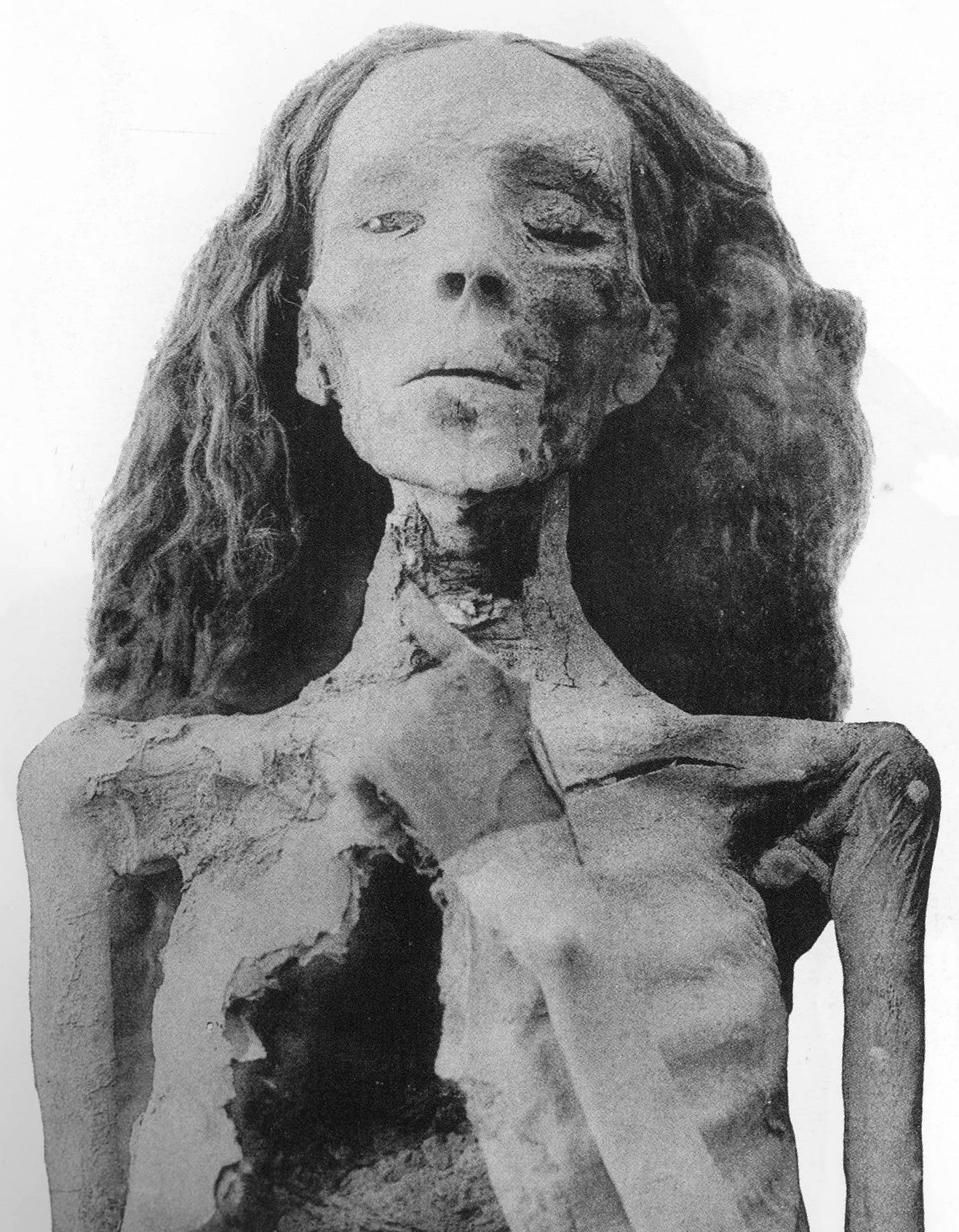
منظر أمامي لمومياء الملكة تيي (السيدة الكبيرة من مقبرة الملك أمنحتب الثاني)

ويعتقد أن الملكة تيي قد دفن أصلا في مقبرة أخناتون الملكية في تل العمارنة مع ابنها وحفيدتها، معكت آتون، حيث تم التعرف على شظية من المقبرة منذ وقت ليس ببعيد على أنها من تابوتها، وانتهى المطاف بضريحها المذهب (الذي يظهرها مع أخناتون) في مقبرة وادي الملوك KV55 ، بينما تم العثور على تمثالين من الأوشابتي الخاصين بها في مقبرة زوجها أمنحتب الثالث.
وتم العثور على موميائها بجوار اثنين من المومياوات الأخرى في غرفة جانبية من مقبرة الملك أمنحتب الثاني KV35 بواسطة فيكتور لوريه في عام 1898. وكان المومياءين الأخرتين هما: صبي توفي في سن حوالي العشرة سنوات، ويعتقد أن وبن سنو أو الأمير تحمس، وامرأة غير معروفة أصغر سنا. وتم العثور على الثلاثة جميعا معا ممدين عرايا وغير معرّفين بأي من الحلي في غرفة جانبية من مقبرة الملك أمنحتب الثاني، ولما لم يمكن التعرف على مومياءي السيدتين أعطيت أسماء مميزة، حيث تيي وصفت بأنها «السيدة الكبيرة» بينما كانت المرأة الأخرى «السيدة الصغيرة»، وجادل العديد من الباحثين بأن السيدة الكبيرة هي الملكة تيي. وأشار البعض إلى أن التوابيت المصغرة التي عثر عليها في قبر حفيدها، توت عنخ آمون، والتي تحمل اسمها، هي تذكار من جدته الحبيبة. وكان هناك أيضا بعض العلماء الذين كانوا متشككين حول هذه النظرية مثل العالمين البريطانيين إيدان دودسون وديان هيلتون، الذلن قالا أنه «يبدو من المستبعد جدا أن مومياء الملكة تيي يمكن أن تكون ما تسمى بـ«السيدة الكبيرة» من مقبرة أمنحتب الثاني.»
وبحلول عام 2010، كان تحليل الحمض النووي، برعاية الأمين العام لمجلس الأعلى للآثار المصرية، زاهي حواس، قادرا على التعرف رسميا على السيدة الكبيرة بأنها الملكة تيي، حيث كانت خصلات شعرها الموجودة داخل مقبرة توت عنخ آمون مطابقة لحمض السيدة الكبيرة النووي.